# Odontophorus leucolaemus
Odontophorus leucolaemus е вид птица от семейство Odontophoridae.

## Разпространение
Видът е разпространен в Коста Рика и Панама.